# Leonard Frey
Leonard Frey (* 4. September 1938 in Brooklyn, New York; † 24. August 1988 in New York City) war ein US-amerikanischer Film- und Theaterschauspieler.

## Leben
Leonard Frey wuchs in Brooklyn auf, wo er Schüler an der dortigen James Madison High School war. Früh wusste er, dass er Schauspieler werden wollte, so dass er im Neighborhood Playhouse Unterricht nahm. Seine Karriere sowohl bei Film und Fernsehen als auch beim Theater begann nahezu gleichzeitig. In Anatevka stand Frey im September 1964 erstmals am Broadway auf der Bühne. Auch stand er im selben Jahr im Horrorfilm The Fat Black Pussycat auch erstmals vor der Filmkamera.
Freys filmischer Werdegang war bis auf wenige Ausnahmenauf Fernsehserien beschränkt, darunter Gastauftritte in Kobra, übernehmen Sie (1971) oder Quincy (1978). Als Freys Bühnendebüt, Anatevka, 1971 in einen gleichnamigen Film adaptiert wurde, wurde auch Frey verpflichtet, der 1972 als Krönung seiner Karriere für den Oscar als Bester Nebendarsteller nominiert wurde. Daneben hatte er einen Gastauftritt in Peter Sellers’ Filmkomödie Magic Christian (1969) und spielte das Geburtstagskind Harold in William Friedkins Filmdrama The Boys in the Band (1970), eine Rolle, die er zuvor bereits am Theater gespielt hatte.
Zu Freys nachhaltig erfolgreichstem Stück zählt The National Heath, in dem er im Herbst 1974 im Circle in the Square Theater zu sehen war. 1975 wurde Frey für den Tony Award nominiert.
Frey stand noch bis kurz vor seinem Tod vor der Kamera, so auch 1987 in einer Episode von Mord ist ihr Hobby. Frey starb kurz vor seinem 50. Geburtstag an der Immunschwächekrankheit AIDS.

## Filmografie (Auswahl)
- 1963: The Fat Black Pussycat
- 1969: Magic Christian (The Magic Christian)
- 1970: Die Harten und die Zarten (The Boys in the Band)
- 1970: Tell Me That You Love Me, Junie Moon
- 1971: Anatevka (Fiddler on the Roof)
- 1971: Kobra, übernehmen Sie (Mission Impossible; Fernsehserie, 1 Folge)
- 1978: Quincy (Fernsehserie, 1 Folge)
- 1980: Hart aber herzlich (Hart to Hart; Fernsehserie, Folge Das Portrait)
- 1980: Blast – Wo die Büffel röhren (Where the Bufallo Roam)
- 1980: Die Kadeppen Akademie (Up the Academy)
- 1981: Tattoo – Das Mal der Rache (Tattoo)
- 1981–1982: Best of the West (Fernsehserie, 22 Folgen)
- 1985: Das Model und der Schnüffler (Moonlighting; Fernsehserie, 1 Folge)
- 1986: Mr. Sunshine (Fernsehserie, 11 Folgen)
- 1987: Mord ist ihr Hobby (Murder, She Wrote; Fernsehserie, 1 Folge)